# Fundulus majalis
Fundulus majalis är en fiskart som först beskrevs av Johann Julius Walbaum 1792.  Fundulus majalis ingår i släktet Fundulus och familjen Fundulidae. Inga underarter finns listade i Catalogue of Life.